# إدوارد هاكل
إدوارد هاكل (1850-1926) (بالإنجليزية: Eduard Hackel)‏ هو عالم نبات نمساوي.